# Ноу Реморс
No Remorse е английска RAC група основана в Лондон през 1986 година, съществувала до 1996 година. Групата е една от основателите на „Кръв и чест“.

## История
Групата е основана през 1986 година. През 1988 година издава дебютния си албум This Time the World.

## Състав
- Пол Бърнли

## Дискография
Албуми
- 1987 – Demo (MC)
- 1988 – This Time the World (indiziert)
- 1989 – Blood Against Gold
- 1989 – See You in Walhalla
- 1989 – The New Storm Troopers
- 1992 – Demo (MC)
- 1994 – The Winning Hand
- 1994 – Under the Gods (indiziert)

Сингли/EPs
- 1989 – See You in Valhalla/Take What’s Ours
- 1989 – Son of Odin/Daily News
- 1989 – The New Stormtroopers/No More Brother’s War
- 1989 – Smash the Reds
- 1989 – Time Will Tell
- 1990 – We Rise Again / Fate Dictator
- 1994 – Farewell Ian Stuart

Компилации
- 1997 – The Best of No Remorse (indiziert)
- 1998 – Heroes Never Die
- 1999 – Rare Remorse
- 2000 – This Land Is Ours
- 2006 – Deutschland (indiziert)